# Six Fontaines

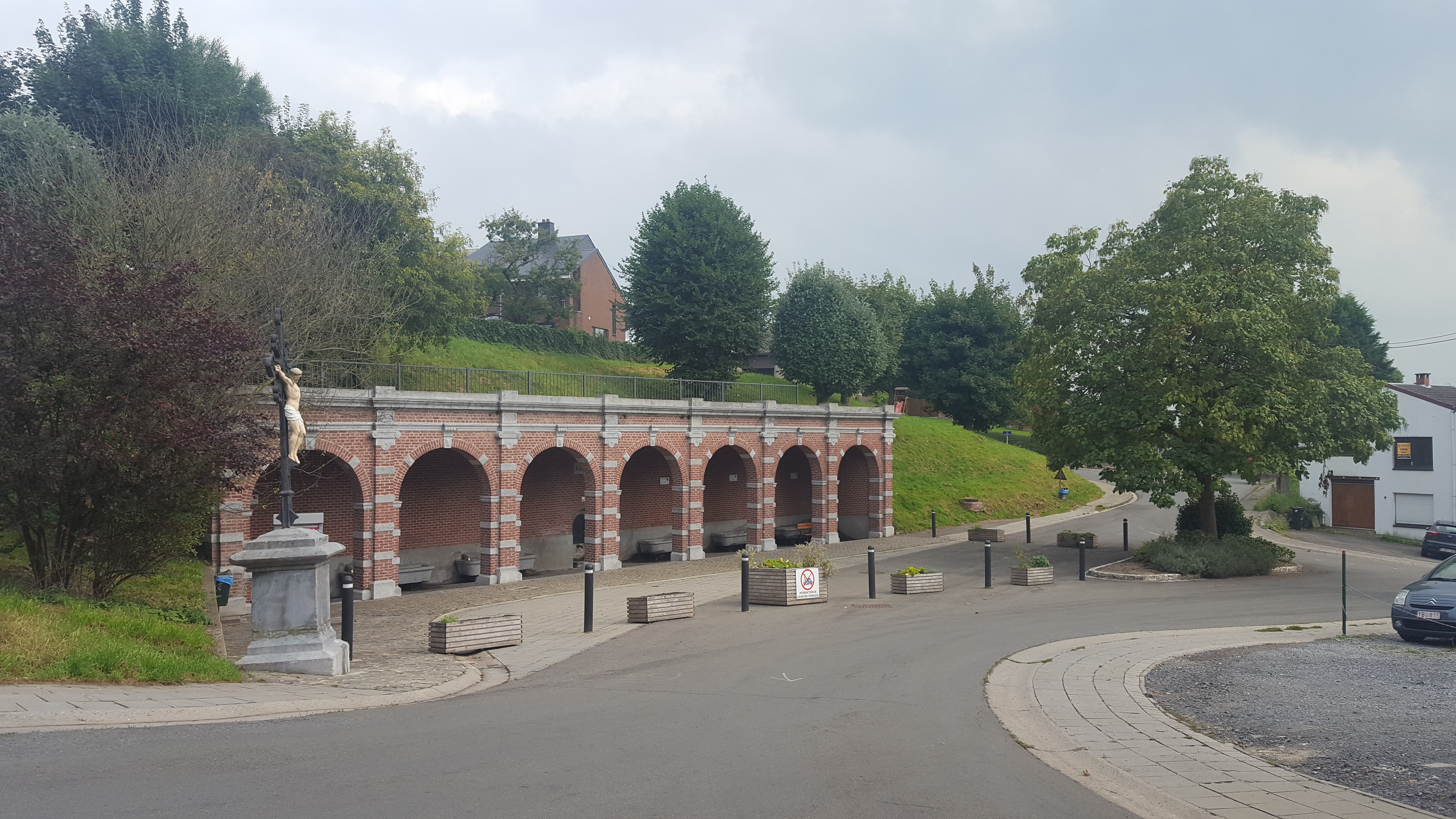
Les Six Fontaines

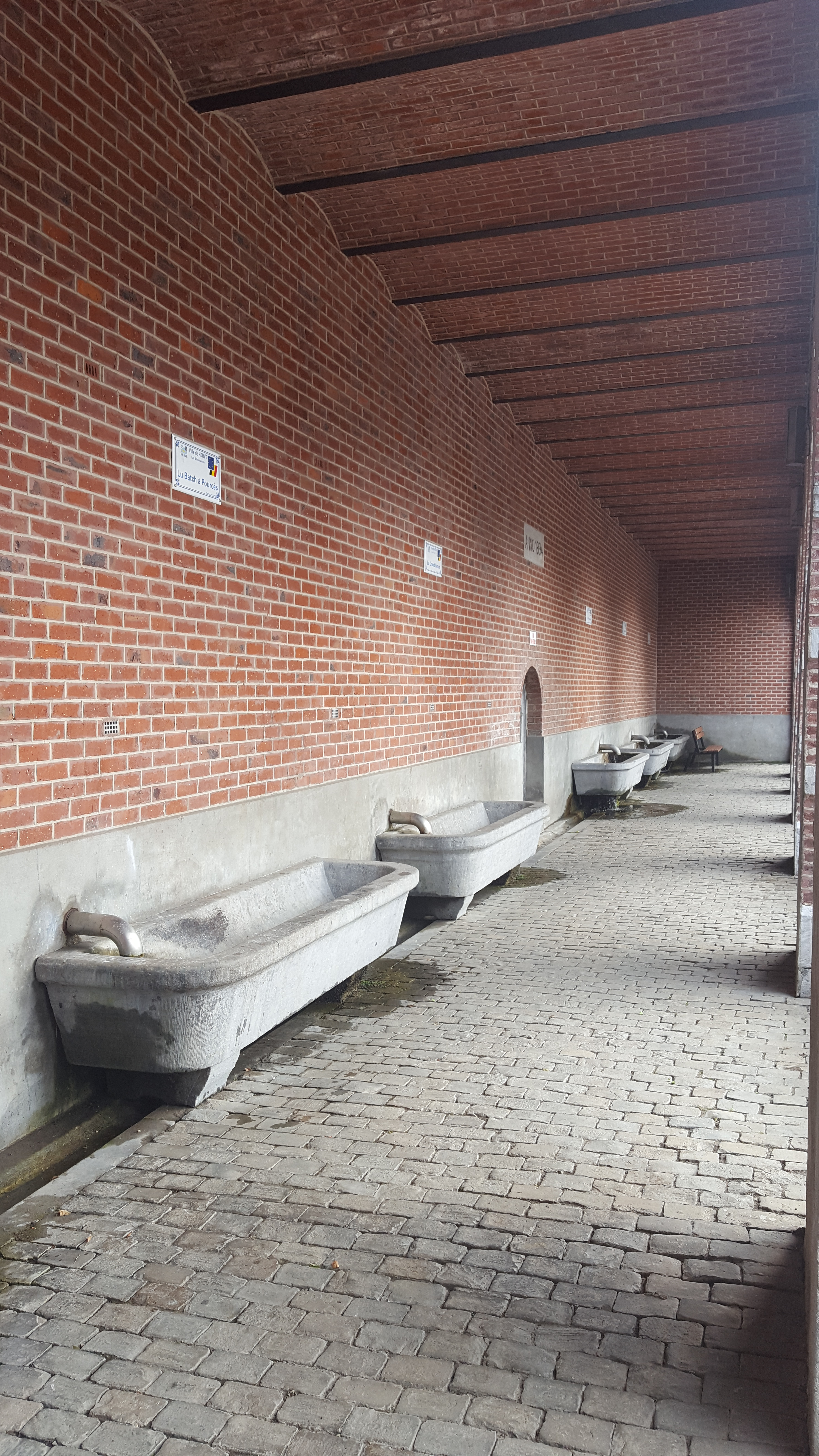
interieur

De Six Fontaines (In het Waals: Six Batches) is een was- en drinkplaats gelegen in het Belgische stadje Herve, aan de Rue des Six Fontaines.

## Geschiedenis
Het betreft een overdekte galerij met zeven bogen waarin zich zes bassins bevinden, die elk gevoed worden door een bron. Een zevende bron voedt een centrale fontein. Het bouwwerk kwam tot stand in 1894 en bevindt zich op de plaats waar zich sedert 1783 een lavoir bevond.
Naar verluidt zou, tijdens een crisis in de steenkoolmijnbouw, de plaatselijke pastoor een aantal werkloze mijnwerkers hebben ingezet om in de rots tussen Herve en Battice te boren op zoek naar drinkwater. Er werden zeven bronnen gevonden. Er wordt beweerd dat elke bron over een unieke eigenschap bezit. Het betreft, respectievelijk:
- Drinkwater voor de paarden,
- Water om de varkenskadavers te wassen nadat de borstels weggebrand zijn,
- Water om het textiel te wassen
- Water om het orgaanvlees van de slagers te spoelen
- Water voor huishoudelijk gebruik
- Lu batch Lecomte, naar een oude familie, die slechts dit water zou drinken omdat het de allerbeste kwaliteit zou hebben.

Een volksverhaal wil ons doen geloven dat uit de bron van de batch Lecomte met Kerstnacht wijn in plaats van water zou vloeien. Zij die dit op waarheid wilden testen zouden daarbij zonder uitzondering de dood hebben gevonden.